# Bandamanna saga
Die Bandamanna saga (Saga von den Verbündeten oder Saga von den Bundgenossen) ist eine Isländersaga, die vermutlich zur Mitte des 13. Jahrhunderts verfasst wurde. Sie gehört zu den kürzesten Sagas.
Die Bandamanna saga ist in zwei Versionen überliefert (GkS 2845, 4to ; AM 132, fol.). Von unbekannter Hand niedergeschrieben, gehen beide Versionen auf eine Urform zurück.
Inhaltlich, so auch durch den Titel verdeutlicht, wird das Bündnis von geldgierigen Goden geschildert, die sich zusammentun, um ihren Profit mit unlauteren Mitteln zu mehren. Im Unterschied zu den meisten Isländersagas, wo die Protagonisten immer aus der isländischen "Oberschicht" sind, ist es hier der Bauer mit bescheidenen Mitteln, der sich gegen eine ganze Gruppe aus dieser "Oberschicht" durchsetzt.

## Inhalt
Schauplatz ist das nördliche Island um das Jahr 1055. Oddr Ófeigsson, der als junger Mann nach einer Auseinandersetzung mit seinem Vater, einem armen Bauern, den elterlichen Hof verlassen hat, wird durch seine Tüchtigkeit ein reicher Kaufmann und Grundbesitzer. Ein Konflikt mit seinem Verwalter Óspakr hat zur Folge, dass dieser Oddrs Ziehbruder Váli tötet. Oddr bringt daraufhin eine Anklage gegen diesen auf dem Allthing ein und dabei unterläuft ihm ein nebensächlicher Verfahrensfehler. Den nützen zwei Goden, die auf seinen Aufstieg neidisch sind, für einen Einspruch und verhindern so, dass über Óspakr die Acht verhängt wird. Oddr bekommt überraschend Hilfe von seinem Vater Ófeigr, der es mit überzeugenden Worten, unterstützt durch eine Bestechung, erreicht, dass Óspakr doch wegen der Tötung von Váli verurteilt bzw. geächtet wird. Die beiden Goden sehen darin eine Beleidigung ihres Ansehens und verbündeten sich mit 6 anderen Goden, um Oddr im Folgejahr wegen der Bestechung vom Allthing verurteilen zu lassen. Abgesehen davon, dass der "Aufsteiger" Oddr ausgeschaltet werden soll, lockt auch die Aussicht, so sein Vermögen zu kriegen, das sie selbst ganz gut brauchen können. Ófeigr hält seinen Sohn davon ab, selbst auf dem Allthing zu erscheinen, und lässt sich von ihm mit der Vertretung betrauen. Oddrs Lage scheint recht ausweglos, doch es gelingt seinem Vater die Goden gegeneinander auszuspielen, indem er zwei von diesen davon überzeugt, dass ein Zusammengehen mit seinem Sohn für sie vorteilhafter ist, den einen mit der Aussicht auf einen großzügigen "Sponsor", den anderen durch eine Verlobung Oddrs mit dessen Tochter. Als er den beiden beim Verfahren mit Zustimmung der anderen das Recht erteilt, den Urteilsspruch fällen zu dürfen, fällen sie ein mildes und nebenbei lächerliches Urteil.

## Charaktere und Gesellschaftsbild
In der Saga finden sich eine ganze Reihe wichtiger Haupt- und Nebenfiguren, die recht differenziert gezeichnet sind. Das gilt z. B. für das zweifelhafte "Goden-Oktett", gegen das sich Oddr und Ófeigr durchsetzen. Egill z. B., der bei dem Urteilsspruch die aktive Rolle spielt (es ist seine Idee, die Bandamеnn durch das Fordern einer ausgesprochen lächerlichen Geldsumme zusätzlich zu ärgern, und er bestreitet auch die senna mit ihnen), gibt sich naiv-ehrlich. Offensichtlich hält er es nicht für notwendig, seine wirklichen Beweggründe, warum er da mitmacht (er hofft auf Oddrs Vermögen, um sich zu sanieren) zu verschleiern. Gellir dagegen, der Egi;l gegen die anderen Goden die "Rückendeckung" gibt, ist da besonnener. Er macht es Ófeigr nicht leicht, mit ihm ins Gespräch zu kommen, achtet darauf, dass sein Ruf und seine Ehre durch die Sache keinen Schaden nehmen, zeigt Bedenken, sich mit Ófeigr und Egi;l zusammenzutun und die Bandamenn zu verraten. Gerade bei den Gesprächen mit Egill und Gellir, lässt sich gut beobachten, wie geschickt es Ófeigr versteht, auf die unterschiedlichen Charaktere und Beweggründe der beiden einzugehen, um sie für Oddrs Sache zu gewinnen. Der arme, aber rechtskundige Bauer Ófeigr, dessen äußere Erscheinung sicher nicht zufällig an Odin erinnert (auch wenn er nicht einäugig ist), ist den "zweifelhaften" Herren aus der Oberschicht eindeutig überlegen. Der Aufsteiger Oddr, der es aufgrund seiner eigenen Tüchtigkeit und seinen nautischen Kenntnissen vom armen Bauernsohn zum reichen Kaufmann und Bauern gebracht hat, ist positiv besetzt, auch wenn er in mancher Hinsicht recht naiv wirkt, und es ihm zunächst noch an Lebenserfahrung mangelt. Selbst der sehr aggressive und undurchsichtige Óspakr ist mehr ein "grauer" Charakter als eine eindeutig negativ besetzte Figur. Als Oddr ihn trotz seines schlechten Rufes zu seinem Verwalter macht, erweist er sich als fähig und tüchtig, und daran, dass beide letztlich Feinde werden, trägt er keineswegs die alleinige Schuld.
Bei einem Vergleich zu anderen Isländersagas ist auffallend, dass die Hauptfiguren nicht der Oberschicht angehören und dieser noch eindeutig überlegen sind. (Sehr deutlich erkennbar ist das bei einem Vergleich mit der Ölkofra saga, wo der titelgebende Ölkofri als armer Händler (und Angehöriger der Unterschicht) eine komische Figur ist, in den Isländersagas kein Einzelfall. Dieser Ölkofri ist außerdem nur der Auslöser für den dortigen Konflikt, in dem sich der eigentlich Held aus der Oberschicht und aus einer bedeutenden Familie vorbildlich bewährt.)

## Bezüge zu anderen Sagas
In der Eyrbyggja saga wird einem Vorfahren von Óspakr Glúmsson das Handwerk gelegt, der durch Überfälle die Bauern bedroht hat. Diese Nebenhandlung könnte den Verfasser der Bandamanna saga zu seiner Óspakr-Figur inspiriert haben. Bei der Charakteristik von Oddr Ófeigsson könnte der Odds þáttr, der z. B. in der Morkinskinna (dort in der Haralds saga harðráða) überliefert ist, dem bzw. den Verfasser/n Anregungen geliefert haben. Eindeutig als Quelle bzw. Vorbild gilt die Ölkofra saga.
Die titelgebenden Bandamenn sind alle Nachfahren von Figuren, von denen in anderen Sagas berichtet wird, was eine gewisse, zusätzliche Komik zur Folge hat. Die Goden Egill und Hermundr beispielsweise sind Nachfahren von Egill Skallagrímsson.

## Sekundärliteratur
- Bandamanna Saga. In: Kindlers Neues Literaturlexikon. Studienausgabe. München, 1988. Bd. 18, S. 174f.
- Claudia Müller, Erzähltes Wissen. Die Isländersagas in der Möðruvallabók (AM 132 fol.) (= Texte und Untersuchungen zur Germanistik und zur Skandinavistik, Bd. 47; zugl. Bonn, Univ.Diss., 1999), P. Lang, Frankfurt am Main, 2001.
- Jónas Kristjánsson, Eddas und Sagas. Die mittelalterliche Literatur Islands. Übertragen von Magnús Pétursson und Astrid van Nahl, H. Buske, Hamburg, 1994, S. 239f., 241f.
- Kurt Schier, Sagaliteratur. Sammlung Metzler, Bd. 78 Realienbücher für Germanisten. Metzler, Stuttgart 1970.
- Rudolf Simek, Hermann Pálsson: Lexikon der altnordischen Literatur (= Kröners Taschenausgabe. Band 490). Kröner, Stuttgart 1987, ISBN 3-520-49001-3.